# Trajan
Trajan is een old-style schreeflettertype ontworpen in 1989 door Carol Twombly. Het lettertype is uitgegeven door Adobe. Het is gebaseerd op de oude Latijnse hoofdletters.